# Џевад Шећербеговић
Џевад Шећербеговић (Горњи Рахић, 15. јул 1955) бивши је југословенски фудбалер.

## Каријера
Рођен је 15. јула 1955. у Рахићима код Брчког. Скоро једну деценију је носио дрес тузланске Слободе. Играо је на позицији левог крила. Од 1983. до 1985. године је играо у турској лиги за Бешикташ из Истанбула, где је тренер био Бранко Станковић.
За репрезентацију Југославије наступао је на девет мечева. Дебитовао је 30. јануара 1977. у Боготи против Колумбије (1:0), а последњи пут за национални тим је наступио 23. априла 1983. у Паризу против Француске (0:4).
Играо је на Летњим олимпијским играма у Москви 1980. године. Имао је несрећу да се разболи од туберкулозе, с којом се до краја каријере тешко носио.
Након играчке каријере једно време је обављао функцију спортског директора ФК Слобода Тузла.